# Christopher Hodgson
Christopher Pemberton Hodgson (* 1821 im Hertfordshire, England; † 11. Oktober 1865 in Pau, Bayonne, Frankreich) war ein Entdeckungsreisender, Schriftsteller und Diplomat.
Christopher Hodgson war der vierte Sohn von Edward Hodgson, einem Vikar, und seiner Frau Charlotte, geborene Pemberton. Nach seiner Ausbildung in Eton und Cambridge reiste er 1839 nach Sydney, New South Wales in Australien aus. Anschließend arbeitete er auf Viehstationen in der Darling Downs im heutigen Queensland. 
1844 nahm Hodgson an der ersten Australienexpedition von Ludwig Leichhardt teil. Diese Expedition verließ Jimbour am 1. Oktober 1844. Nachdem Leichhardt festgestellt hatte, dass die Verpflegung nicht bis zum Erreichen des Ziels ausreichte, schickte er am 5. Oktober zwei Mannschaftsmitglieder zurück. So endete die Forschungsreise für Hodgson und für den afroamerikanischen Koch Caleb. In Australien verbreitete sich die Nachricht, dass Hodgson bei einer Auseinandersetzung der Expeditionsteilnehmer untereinander ermordet worden sei. Zur Klärung der Angelegenheit wurde eine Expedition ausgesandt, die die Spuren der Leichhardt-Expedition verfolgte. Doch schon bald klärte sich dieses Gerücht auf. 
Hodgson ging nach England zurück, wo er 1846 die Reminiscences of Australia, with Hints on the Squatter's Life und 1849 The Wanderer und El Ydaiour als Reiseberichte veröffentlichte. Von 1851 bis 1855 war er Vizekonsul in Pau, Bayonne, in Frankreich, und anschließend in Caen. Ab Februar 1859 wurde er zum Konsul in Hakodate in Japan ernannt, wo er auch für Frankreich als Konsul tätig war. 
Er war verheiratet und hatte eine Tochter. Den diplomatischen Dienst beendete er 1861 und starb 1865 im Alter von 44 Jahren.